# محمود علی‌اف
محمود علی‌اف (ترکی آذربایجانی: Mahmud İsmayıl oğlu Əliyev; ۲۲ فوریهٔ ۱۹۰۸ – ۲۴ سپتامبر ۱۹۵۸) سیاست‌مدار اهل جمهوری آذربایجان بود.
وی همچنین برندهٔ جوایزی همچون نشان پرچم سرخ کار شده‌است.